# Arhodia carnea
Arhodia carnea är en fjärilsart som beskrevs av W. Warren 1905. Arhodia carnea ingår i släktet Arhodia och familjen mätare. Inga underarter finns listade i Catalogue of Life.